# Whistlejacket
Whistlejacket è un dipinto a olio su tela (292×246,4 cm) di George Stubbs, databile al 1762 circa e conservato nella National Gallery di Londra.

## Storia
Nel 1762 Charles Watson-Wentworth, secondo marchese di Rockingham, commissionò l'esecuzione di un dipinto raffigurante il suo cavallo Whistlejacket a George Stubbs, pittore di cavalli di grande fama. Whistlejacket, discendente da uno dei primi tre cavalli arabi importanti in Gran Bretagna per avviare l'allevamento di purosangue, era un celebre cavallo da corsa del XVIII secolo che ebbe grande notorietà in seguito a una corsa a York del 1759 in cui vinse sul favorito Brutus facendo guadagnare a Watson-Wentworth la bella cifra di duemila ghinee. Il nome del cavallo pare derivare da una bevanda a base di gin e melassa chiamata appunto Whistlejacket, che presentava un intenso colore scuro che forse ricordava il manto del cavallo.
Dopo «alcuni mesi» trascorsi nella Wentworth Woodhouse, la lussuosa casa di campagna di Watson-Wentworth di Yorkshire, Stubbs licenziò l'opera intorno al 1762. La resa finale fu notevole, tanto che l'aneddotica del tempo riporta che, quando Whistlejacket fu accidentalmente condotto dinanzi alla tela ultimata, comprese di essere di fronte a uno stallone rivale e, colto da un improvviso sentimento di ira, tentò persino di attaccare il dipinto. Il formato e la composizione del dipinto suggeriscono che potesse essere previsto inizialmente un cavaliere, magari re Giorgio III: sebbene si abbia traccia di tale notizia fin dall'epoca di Stubbs, non esistono elementi per avallare che sia altro che una diceria.
Whistlejacket, in effetti, piacque molto al committente che la espose in una sala appositamente edificata e denominata «Whistlejacket Room»: successivamente l'opera fu esposta a Londra nella Kenwood House dal 1971–81 e nella Tate Gallery nel 1984–85, per poi giungere nel 1997 nelle collezioni della National Gallery, sempre a Londra, con il supporto dell'Heritage Lottery Fund. La tela, per essere precisi, è esposta nella sala n. 34 ed è considerata tra le più famose del museo londinese.

## Descrizione e stile
Il purosangue Whistlejacket è ritratto a grandezza naturale mentre si impenna sulle zampe posteriori, su uno sfondo monocromo che ne esalta il rilievo plastico. Nei dipinti di Stubbs, infatti, gli animali sono generalmente inseriti in un contesto naturale o domestico in grado di dargli sempre una giustificazione logica: al contrario, in quest'opera il cavallo si staglia su un fondo monocromo che enfatizza la sua bellezza e gli conferisce una sensazione di solenne monumentalità.
I particolari anatomici sono resi con grande cura, attraverso uno studio preciso del corpo equino, che Stubbs arrivò a padroneggiare dopo anni di pratica. Whistlejacket, in particolare, presenta un capo affusolato e relativamente piccolo, orecchie minute e curve, un corpo possente e il collo arcuato: il manto è sauro e nitido, e le narici sono grandi e vibranti, a tal punto che sembrano persino accennare un nitrito. Stubbs, insomma, descrive il cavallo con una grandissima precisione anatomica, definendone persino la muscolatura sicura e le vene che sporgono sotto alla sua epidermide. 
L'occhio lucido eccitato, l'assenza di qualsiasi bardatura (a parte la ferratura degli zoccoli, appena visibile), suggeriscono lo stato selvaggio del cavallo o comunque la condizione di animale brado, appena addomesticato. Una sorta di furore pervade l'animale, che simboleggia il «sublime» in natura, effimeramente dominabile dall'uomo.